# Joker (Jack Napier)
Jack Napier, noto anche come il Joker, è un personaggio immaginario e il principale antagonista del film di supereroi Batman (1989), diretto da Tim Burton. Interpretato principalmente da Jack Nicholson, è basato sull'omonimo personaggio di DC Comics. Il suo nome è un gioco di parole sulla parola Jackanapes, così come un riferimento ai nomi di Jack Nicholson e Alan Napier, quest'ultimo ha interpretato Alfred Pennyworth nella serie televisiva Batman degli anni '60 ed è morto l'anno prima dell'uscita del film. Questo adattamento è noto per essere il primo ad aver dato al personaggio un nome e cognome, nonché per essere uno dei pochi a mostrare le sue origini. In questa versione, il Joker è un gangster psicopatico che funge da braccio destro del boss del crimine di Gotham City Carl Grissom fino a quando non viene sfigurato a seguito di uno scontro con il vigilante Batman; la sua deturpazione lo fa impazzire, e diventa un criminale in costume ossessionato dall'idea di "superare" il Cavaliere Oscuro, che crede stia ricevendo troppa attenzione dalla stampa.
Sin dall'interpretazione di Nicholson nel film, il nome Jack Napier è stato utilizzato da vari adattamenti del personaggio, tra cui nella serie animata Batman (1992–1995) e nella serie televisiva Batwoman (2019–2022), in cui è rispettivamente doppiato e interpretato da Mark Hamill e Nathan Dashwood, e nel Murphyverse. Questa interpretazione del personaggio è anche responsabile della morte di Thomas e Martha Wayne, i genitori dell'alter-ego di Batman, Bruce Wayne, nel film Batman.

## Biografia del personaggio

### Primi anni
Fin da bambino, Jack Napier era psicologicamente instabile, ma estremamente intelligente, mostrando un'avanzata conoscenza della chimica, dell'arte e della scienza; è stato anche dentro e fuori dalle strutture di detenzione minorile per reati come incendio doloso, aggressione e furto d'auto. Napier è stato accusato di aggressione con un'arma mortale all'età di 15 anni.
Da giovane, Napier e il suo complice Joe Chill derubano e uccidono Thomas e Martha Wayne nel vicolo dietro il Monarch Theatre, lasciando il loro giovane figlio Bruce come unico sopravvissuto. Napier si prepara ad uccidere anche Bruce, dicendo al ragazzo: «Danzi mai col diavolo nel pallido plenilunio?» - la sua frase preferita da dire subito prima di uccidere qualcuno. Chill lo supplica di scappare prima dell'arrivo della polizia, tuttavia, così facendo Napier risparmia Bruce e se ne va, dicendo di sfuggita: «Arrivederci».

### Nascita del Joker
Anni dopo, Napier scala i ranghi della mafia di Gotham City, divenendo alla fine il braccio destro del boss del crimine Carl Grissom. Porta con sé un mazzo di carte da gioco trafitte davanti e dietro da un precedente colpo di pistola, e spesso fa giochi di prestigio con loro o se le getta nel cappello durante i momenti di ozio. Napier in privato non ama Grissom, liquidandolo come un uomo «vecchio e stanco», e porta avanti una relazione con la moglie del suo capo, Alicia Hunt. Grissom scopre la relazione e lo fa uccidere dal tenente Max Eckhardt, un poliziotto del dipartimento di polizia di Gotham City. L'omicidio doveva avvenire alla Axis Chemicals, una delle società di copertura della mafia, dove Grissom manda Napier con la scusa di rubare documenti incriminanti.
Il commissario di polizia di Gotham City James Gordon e il vigilante mascherato Batman intervengono separatamente, interrompendo il furto. Napier uccide Eckhardt e spara a Batman, che devia il proiettile con uno dei suoi guanti in modo che rimbalzi indietro verso Napier, ferendolo in faccia. Scosso dal dolore, Napier inciampa e cade su una ringhiera; Batman tenta senza successo di tirarlo su, e lui cade in una vasca di sostanze chimiche. Sopravvive, ma le sostanze chimiche rendono la sua pelle bianca come il gesso, le sue labbra rosse e i suoi capelli verdi, mentre un tentativo fallito di chirurgia plastica lo lascia con un permanente riso sardonico. Impazzito per il suo riflesso, Napier – che ora si fa chiamare "Joker" – uccide Grissom e prende il controllo del suo impero criminale.
Definendosi «il primo artista dell'omicidio a ciclo completo», Joker cerca vendetta su Batman per la sua deturpazione e diventa ossessionato dall'idea di "superare" il Cavaliere Oscuro, che crede gli stia rubando i riflettori. Aiutato dal suo braccio destro Bob, Joker massacra il resto dei soci di Grissom in una conferenza stampa e inizia ad avvelenare i prodotti cosmetici con lo "Smylex", un agente chimico che fa ridere istericamente le sue vittime mentre muoiono, lasciando i loro cadaveri con un sorriso permanente. Trasforma anche Alicia in uno dei suoi "capolavori" sfigurandole il volto e drogandola per sottometterla, conducendola infine al suicidio.
Joker diventa anche ossessionato dalla fotografa Vicki Vale, e la attacca mentre incontra il suo fidanzato, il miliardario Bruce Wayne, l'alter ego di Batman. Credendo che Wayne sia innocuo, Joker lo schernisce con la sua battuta e gli spara. Wayne sopravvive, siccome indossava un giubbotto antiproiettile sotto la giacca, e riconosce Joker come l'assassino dei suoi genitori.

### Ascesa e morte
Joker annuncia tramite una trasmissione televisiva che ha intenzione di distribuire $20 milioni alla parata per il 200º anniversario di Gotham City, e sfida Batman a incontrarlo lì. Joker mantiene la sua promessa di dare via i soldi, prima di rilasciare una versione tossica di Smylex sulla folla tramite carri da parata, uccidendo dozzine di persone. Batman arriva tramite il Batwing e rimuove i palloncini prima che Joker usi un revolver per sparare all'aereo dal cielo, facendolo schiantare contro i gradini della cattedrale di Gotham City.
Joker rapisce Vale e la porta sul tetto della cattedrale, inseguito da Batman. Mentre combattono, ognuno ammette di essere responsabile dell'esistenza dell'altro dopo che Joker ricorda gli omicidi nel vicolo e si rende conto che Batman è Wayne. Batman fa cadere Joker dal tetto, ma Joker tira lui e Vale dietro di sé e li lascia penzolare da una sporgenza. Mentre Joker tenta di fuggire in elicottero, Batman spara un cavo che fa legare un pesante gargoyle di pietra alla sua caviglia. Il gargoyle si libera dalla sua cavalcatura, trascinando Joker giù dalla scala di corda dell'elicottero e facendolo cadere fino a morire. Gordon trova il cadavere di Joker, con una scatola della risata attivata nella tasca del suo frac.
In Crisi sulle Terre infinite, la realtà in cui Joker visse è soprannominata "Terra-89".

## Concezione e sviluppo

### Casting

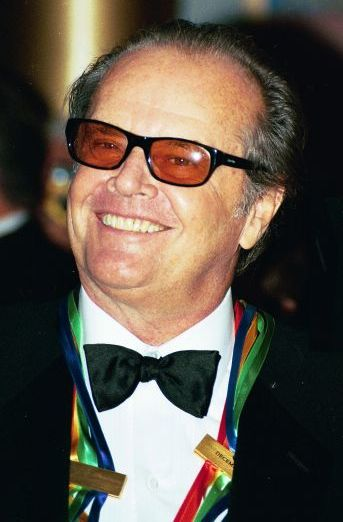
Jack Nicholson, interprete del Joker

Diversi attori sono stati presi in considerazione per il ruolo del Joker prima che Nicholson fosse scelto. Robin Williams, Tim Curry, Willem Dafoe, Ray Liotta, David Bowie e James Woods sono stati tutti presi in considerazione. Burton inizialmente voleva scritturare l'attore caratterista John Glover (che in seguito sarebbe apparso in Batman & Robin (1997) nei panni del Dr. Jason Woodrue, Mr. Sivana in Shazam! (2019) e avrebbe doppiato l'Enigmista nella serie animata Batman (1992–1995)). Burton ha anche preso in considerazione Brad Dourif; ma alla fine lo studio ha insistito per utilizzare una star del cinema bancabile. John Lithgow si incontrò con Burton per la parte, ma durante la loro discussione tentò di dissuadere il regista in erba dallo sceglierlo, cosa di cui si sarebbe poi pentito. Lithgow è stata anche la prima scelta del regista Joe Dante per il ruolo del Joker quando è stato incaricato di dirigere il film nei primi anni '80. Jack Nicholson era stato la prima scelta dello studio dal 1980. Jon Peters si avvicinò a Nicholson nel lontano 1986, durante le riprese delle Streghe di Eastwick (1987). Peter Guber ha portato Burton e Nicholson a fare un'escursione a cavallo ad Aspen per far conoscere la coppia e convincerlo ad accettare il ruolo. Il contratto di Nicholson prevedeva un accordo "fuori orario", specificando il numero di ore che avrebbe potuto avere libero, e gli permetteva di prendersi del tempo libero per assistere alle partite in casa dei Los Angeles Lakers.
Nicholson ha scelto di accettare un compenso più basso in cambio di una percentuale più alta dei profitti del film, compresi i giocattoli e il merchandising. Di conseguenza, invece dei $10 milioni che avrebbe normalmente ricevuto, ha guadagnato più di $50 milioni.

### Design

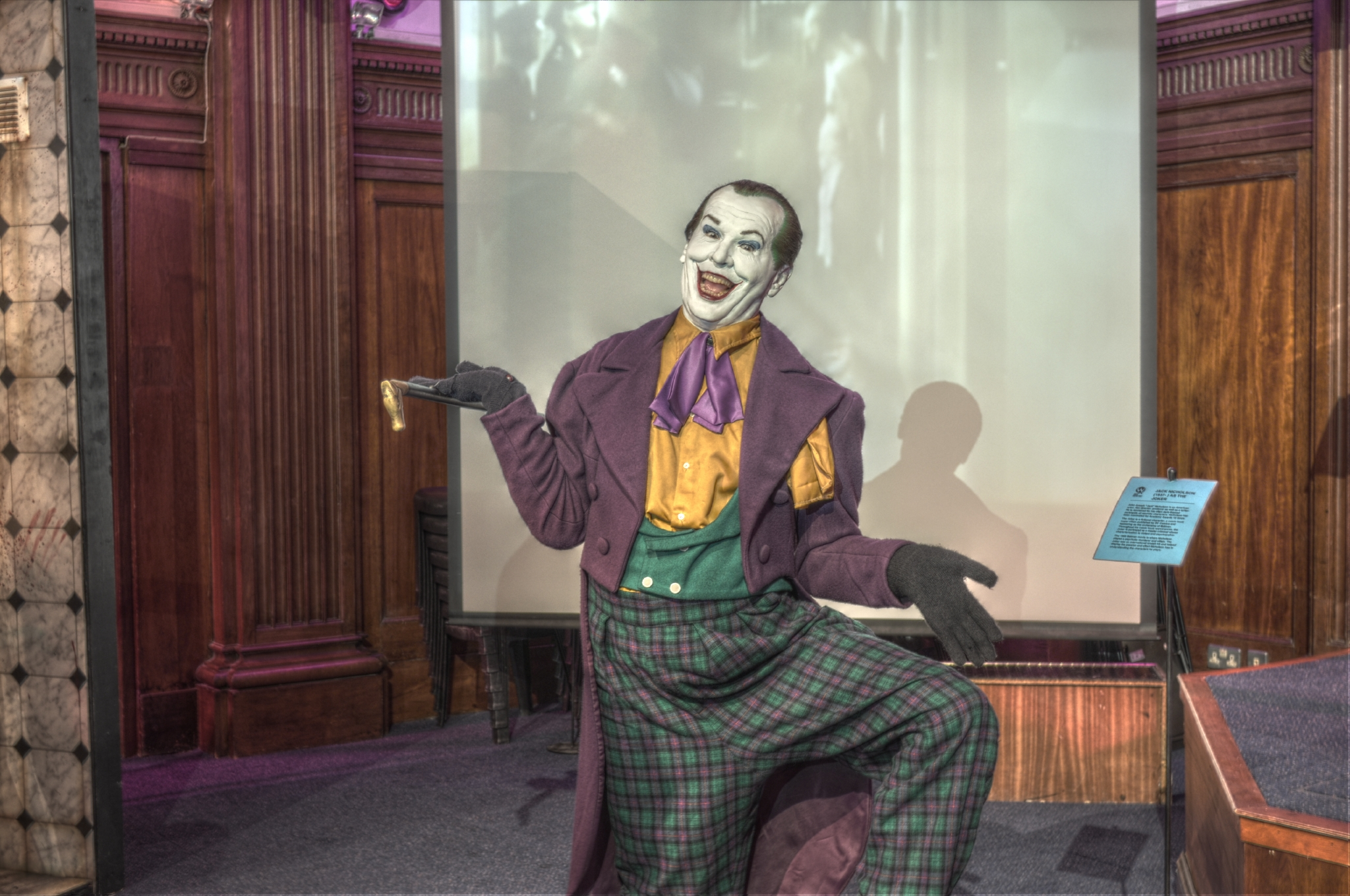
Statua ritraente il Joker di Jack Nicholson

Come parte del contratto di Nicholson, gli è stato permesso di avere l'approvazione del truccatore per creare l'aspetto del personaggio. Nicholson scelse Nick Dudman come suo truccatore. Dudman ha usato un trucco a base acrilica per il viso bianco sbiancato. Dudman ha citato la scena nella galleria d'arte in cui Vicki Vale spruzza l'acqua a Napier come l'effetto più difficile da ottenere. Per creare il sorriso, Dudman ha fatto un normale calco del viso di Nicholson con una faccia rilassata, poi gli ha chiesto di farne un altro mentre tirava il sorriso più grande che riusciva a raccogliere. Dudman ha tentato di scolpire un sorriso che era sempre lì, ma che avrebbe avuto pieno effetto quando Nicholson sorrideva nel trucco; ha anche lavorato per garantire che le protesi non diluissero il viso di Nicholson.
L'origine del personaggio nel film di cadere in una vasca di sostanze chimiche è stata ispirata dall'allora recente romanzo a fumetti Batman: The Killing Joke (1988), scritto da Alan Moore. Tuttavia, alcuni elementi dell'origine del personaggio sono stati cambiati, tra cui il fatto che sia stato un gangster piuttosto che un cabarettista fallito, e la rimozione di Cappuccio Rosso dal personaggio. Napier è sempre stato un criminale, essendo stato responsabile della morte di Thomas e Martha Wayne al posto di Joe Chill, che invece funge da suo complice.

### Ritorno programmato
Nel quinto film cancellato della serie, intitolato Batman Unchained, Nicholson sarebbe dovuto tornare nei panni del personaggio attraverso le allucinazioni dello Spaventapasseri prodotte dalle sue tossine della paura. Si diceva che anche il personaggio di Harley Quinn fosse stato coinvolto nella storia, e in questo adattamento avrebbe dovuto essere la figlia del personaggio, piuttosto che la fidanzata, che stava cercando vendetta su Batman per la morte di suo padre. Tuttavia, a causa del fallimento critico e commerciale di Batman & Robin, il progetto fu accantonato.
La serie di Batman è stata riavviata nel 2005 dal regista Christopher Nolan con Batman Begins. Il sequel del film, Il cavaliere oscuro (2008), presentava il Joker interpretato dall'attore Heath Ledger. Ledger morì prima dell'uscita del film e vinse l'Oscar come miglior attore non protagonista postumo. Nicholson è stato tra i tanti che hanno elogiato la performance di Ledger.
L'11 aprile 2024, è stato annunciato che sarebbe stato pubblicato un nuovo romanzo intitolato Batman: Resurrection che si sarebbe collegato al film del 1989. Nella trama del romanzo c'era l'idea che sulla scia degli eventi del film, mentre Batman si sforzava a distruggere i resti dell'organizzazione del Joker, quest'ultimo potreva essere ancora vivo.

## Accoglienza
L'interpretazione di Nicholson nei panni del Joker è stata acclamata sia dai fan che dalla critica. Per la sua interpretazione del personaggio, Nicholson è stato nominato per il Golden Globe come miglior attore in un musical o commedia, ma ha perso contro Morgan Freeman in A spasso con Daisy (1989). Nicholson è stato anche nominato per il BAFTA Award come miglior attore non protagonista dalla British Academy of Film and Television Arts, ma ha perso contro Ray McAnally in Il mio piede sinistro (1989). L'adattamento del personaggio di Nicholson è stato inserito come il 45° miglior cattivo cinematografico di tutti i tempi nella lista dei 100 eroi e cattivi dell'American Film Institute; il Batman di Michael Keaton si è piazzato al 46º posto come il più grande eroe nella stessa lista.

### Elogi dei futuri successori

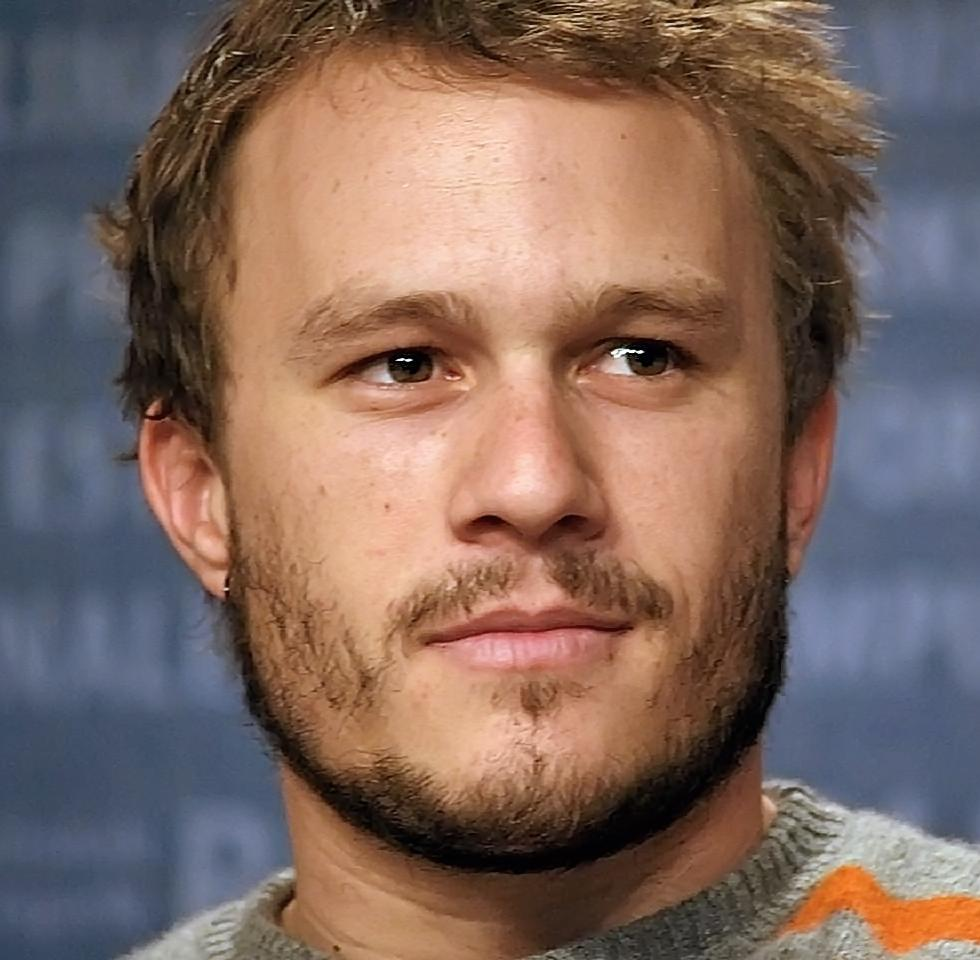
Heath Ledger, interprete del Joker nel film Il cavaliere oscuro si è ampiamente ispirato alla performance di Nicholson per la sua versione del personaggio

Heath Ledger, che ha interpretato il personaggio nel film di Christopher Nolan Il cavaliere oscuro, ha citato l'interpretazione di Nicholson come un'influenza sulla sua interpretazione del personaggio: «Questo personaggio è troppo bello per venire rifiutato. E sì, sarebbe un crimine tentare di seguire le orme di Jack Nicholson che è così pesantemente nella mia memoria di Joker. Voglio dire, adoro quello che ha fatto e lui in generale». Mark Hamill, che ha doppiato il personaggio nella serie animata Batman, così come nella serie di videogiochi Batman: Arkham, ha anche citato l'adattamento di Nicholson del personaggio come un'influenza, ma i produttori dello show gli hanno detto di evitare di usare il Joker di Nicholson come fonte diretta di ispirazione.

### Danzi mai col diavolo nel pallido plenilunio?
La citazione del personaggio «Danzi mai col diavolo nel pallido plenilunio?» (In originale Have you ever danced with the devil in the pale moonlight?), diventata sinonimo del personaggio, è una delle sue frasi più iconiche. La citazione venne candidata nella lista 100 Movie Quotes dell'American Film Institute, finendo però per non essere inserita. La citazione era anche il titolo di un brano scritto da Prince per la colonna sonora del film. Il brano, intitolato Dance with the Devil, è stato tagliato da Prince a causa del tono più oscuro della canzone che non si adatta al resto delle canzoni allegre della colonna sonora. È stato sostituito all'ultimo secondo con Batdance. Durante i video musicali per i singoli pubblicati estratti dall'album, Prince era vestito come un amalgama del Joker di Nicholson e del Batman di Keaton in un personaggio che ha chiamato Gemini. Il Joker di Nicholson può essere ascoltato in soundbyte durante le canzoni Batdance e Partyman.

### Riconoscimenti
| Anno | Film   | Premio                                  | Categoria                                     | Risultato | Riferimenti |
| ---- | ------ | --------------------------------------- | --------------------------------------------- | --------- | ----------- |
| 1990 | Batman | Golden Globe                            | Miglior attore in un film commedia o musicale | Candidato | [ 27 ]      |
| 1990 | Batman | Premi BAFTA                             | Miglior attore non protagonista               | Candidato | [ 28 ]      |
| 1990 | Batman | American Comedy Awards                  | Attore più divertente in un film              | Candidato |             |
| 1990 | Batman | Chicago Film Critics Association Awards | Miglior attore non protagonista               | Candidato |             |
| 1991 | Batman | Saturn Awards                           | Miglior attore                                | Candidato |             |

## Altri media
Dall'uscita del film, diverse interpretazioni del personaggio del Joker hanno caratterizzato Jack Napier come suo vero nome.
- La seria animata Batman, che è stato parzialmente modellata sul film del 1989, questo implica che Jack Napier potrebbe essere un alias o il vero nome di Joker come viene mostrato nell'episodio La vendetta del Joker. L'episodio La storia si ripete di Batman - Cavaliere della notte (1997–1999) suggerisce lo stesso quando il reporter Jack Ryder è alla Ace Chemicals durante il settimo anniversario della nascita di Joker, che ha avuto origine proprio alla Ace Chemicals, per dare un resoconto della sua storia.[senza fonte]
- Il design del personaggio è stato utilizzato anche come ispirazione per Jeremiah Valeska, interpretato da Cameron Monaghan nella serie televisiva Gotham fino all'episodio finale della serie L'inizio.[47]
- La versione del Joker di Jack Napier è presente nelle serie TV ambientate nell'Arrowverse, interpretato da Nathan Dashwood.
  - Nel crossover televisivo dell'Arrowverse Crisi sulle Terre infinite, l'ambientazione di Batman e del suo sequel Batman - Il ritorno (1992) è stabilita l'esistere su una Terra parallela alle serie dell'Arrowverse. Durante la prima parte del crossover, si afferma sul titolo di un giornale letto da Alexander Knox che "Batman ha catturato Joker" nonostante quest'ultimo è morto da anni dopo gli eventi del film, implicando che qualcuno potrebbe essere succeduto a Napier come Joker.[48] Il co-sviluppatore dell'Arrowverse Marc Guggenheim ha dichiarato che questo apparente errore di continuity è stato intenzionale da parte degli showrunner, poiché immaginano che nell'arco di tempo tra Batman '89 e Crisi sulle Terre infinite, Napier sia stato sostituito da un altro uomo.[49]
- Nella serie a fumetti Batman: Cavaliere Bianco (2017–2018), il Joker usa il nome "Jack Napier" dopo aver riacquisito la sua sanità mentale.[50][51]
- In Batman '89, sequel canonico a fumetti dei film di Tim Burton che ignora i film di Schumacher, Jack Napier viene spesso menzionato, ispirando una gang criminale che agisce provocando caos a Gotham in suo onore. Inoltre appare Harleen Quinzel, in questa versione sua figlia, la quale desidera vendicarne la morte.[senza fonte]
- Jack Napier appare anche negli adattamenti cartacei dei film, con le opportune differenze. Ad esempio, nella novellizzazione del primo film di Burton, viene spiegato che, quando uccise i coniugi Wayne, Jack era un adolescente.[senza fonte]